# Provincia Phang Nga
Phang Nga (în thailandeză พังงา) este o provincie (changwat) din Thailanda. Situată în regiunea de Sud, provincia Phang Nga are în componența sa 8 districte (amphoe), 48 de sub-districte (tambon) și 314 de sate (muban). 
Cu o populație de 250.843 de locuitori și o suprafață totală de 4.170,0 km2, Phang Nga este a 71-a provincie din Thailanda ca mărime după numărul populației și a 53-a după mărimea suprafeței.